# Метанира
Метанира (др.-греч. Μετάνειρα) — персонаж древнегреческой мифологии, жена царя Элевсина Келея, родившая от него Абанта, Демофонта, Триптолема и четырёх дочерей (включая Диогению и Сесару). 
Метанира приняла у себя богиню Деметру, когда та путешествовала по Аттике в поисках своей дочери Персефоны. У Публия Овидия Назона и Антонина Либерала ту же роль в мифе играет некая Мисма, мать Аскалаба.